# Burgundska Nizozemska
V zgodovini Nizozemski dežel so bili Burgundska Nizozemska (francosko Pays-Bas bourguignons, nizozemsko Bourgondische Nederlanden, luksemburško Burgundeschen Nidderlanden, valonsko Bas Payis borguignons) številni cesarski in francoski fevdi, ki jim je vladala personalna unija Valois-Burgundija v obdobju od 1384 do 1482 in kasneje njihovi habsburški dediči. Sestavljali so severni del burgundske države. Območje je obsegalo večje dele današnje Belgije, Nizozemske, Luksemburga in Hauts-de-France.

## Zgodovina
Precejšen delež (vendar ne večina) teh ozemelj so leta 1384, po smrti grofa Ludvika II. Flandrijskega, podedovali burgundski vojvode, mlajša veja francoske kraljeve rodbine Valois. Njegova naslednica Margareta III. Flandrijska se je leta 1369 poročila s Filipom Drznim, najmlajšim sinom francoskega kralja Janeza II. in prvim valoiskim vojvodom Burgundije v Dijonu, ki je tako podedoval grofijo Flandrijo. Flamska rodbina Dampierre so bili francoski vazali, ki so imeli ozemlje okoli bogatih mest Brugge in Gent, pa tudi sosednje dežele v nekdanji Spodnji Loreni vzhodno od reke Šelde, vključno z eksklavo Mechelen, fevd Svetega rimskega cesarstva in nadalje sosednja francoska grofija Artois. Skupaj so začeli dobo burgundskega upravljanja v Nizozemskih deželah.
Zapuščina Dampierre je nadalje obsegala francoske grofije Rethel v severni Šampanji in Neversu zahodno od same Burgundije, ki jih je imel Filipov mlajši sin Filip II. iz leta 1407 in Burgundsko grofijo (Franche-Comté) vzhodno od nje, cesarski fevd ki je bila del nekdanjega Arleškega kraljestva.
V naslednjih desetletjih so burgundski vojvode razširili svoja ozemlja v Nizozemskih deželah z nakupom več cesarskih držav: vojvoda Filip Dobri je leta 1421 kupil okrožje Namur, leta 1430 je podedoval vojvodstvo Brabant in Limburg ter zasegel grofije Hainaut, Holandijo in Zelandijo leta 1432 in vojvodstvo Luksemburg leta 1441. Njegov sin, zadnji burgundski vojvoda Karel Drzni, je leta 1473 priključil vojvodstvo Guelders, ki ga je zastavil pokojni Arnold iz Egmonda
Obdobje Valoisov je trajalo do leta 1477, ko je vojvoda Karel Drzni umrl v bitki pri Nancyju, ne da bi imel moškega naslednika. Ozemeljsko vojvodstvo Burgundija se je v skladu s salijskim zakonikom vrnilo k francoski kroni, francoski kralj Ludvik XI. pa je zasegel tudi francoski del posesti Burgundije v Nizozemskih deželah. Cesarski fevdi so prešli v avstrijsko rodbino Habsburžanov prek Karlove hčere Marije Burgundske in njenega moža nadvojvode Maksimilijana I. Habsburškega, sina cesarja Friderika III. Maksimilijan je Burgundsko Nizozemsko, vključno s Flandrijo in Artoisom, obravnaval kot nerazdeljeno področje svoje žene in sebe in je šel proti Francozom. Konflikt je dosegel vrhunec v bitki pri Guinegateu leta 1479. Čeprav je bil Maksimilijan zmagovalec, je lahko dobil le grofijo Flandrija v skladu z Arraško pogodbo iz leta 1482, potem ko je njegova žena Marija nenadoma umrla, medtem ko je Francija zadržala Artois.
Marija Burgundska je v svoji oporoki zapustila burgundsko dediščino sebi in Maksimilijanovemu sinu, Filipu Lepemu. Njegov oče, nezadovoljen s pogoji sporazuma iz Arrasa, je nadaljeval z izpodbijanjem zaseženih francoskih ozemelj. Leta 1493 se je francoski kralj Karel VIII. v skladu s Senlisko pogodbo dokončno odpovedal Artoisu, ki je bil skupaj s Flandrijo vključen v cesarskih Sedemnajst provinc pod vlado Filipa.

### Demografija
Prebivalstvo glavnih provinc Nizkih držav leta 1477:
| Provinca           | Štev. preb. skupaj | % kmečkega | % mestnega | Provinca skupaj v % Nizozemske |
| ------------------ | ------------------ | ---------- | ---------- | ------------------------------ |
| Flandrija          | 666.000            | 64         | 36         | 26,0                           |
| Brabant            | 413.000            | 69         | 31         | 16,0                           |
| Holland            | 275.000            | 55         | 45         | 10,5                           |
| Artois             | 140.000            | 78         | 22         | 5,5                            |
| Hainault           | 130.000            | 70         | 30         | 5,0                            |
| Liège              | 120.000            | -          | -          | 4,5                            |
| Guelders           | 98.000             | 56         | 44         | 3,8                            |
| Valonska Flandrija | 73.000             | 64         | 36         | 2,8                            |
| Friesland          | 71.000             | 78         | 22         | 2,7                            |
| Luksemburg         | 68.000             | 85         | 15         | 2,6                            |
| Overijssel         | 53.000             | 52         | 48         | 2,0                            |

## Vladarji
Burgundski vojvode, ki so vladali burgundskim ozemljem, so bili:
Rodbina Valois, teritorialni vojvode Burgundije:
- Filip Drzni (1384–1404), sin francoskega kralja Janeza II., žena Margareta III.
- Janez Neustrašni (1404–1419), sin
- Filip Dobri (1419–1467), sin
- Karel Drzni (1467–1477), sin

Rodbina Valois, naslovna vojvodinja Burgundija
- Marija Burgundska (1477–1482), Karlova hči, se je leta 1477 poročila z Maksimilijanom I.

Habsburžani, naslovni vojvode Burgundije (glej Habsburška Nizozemska)
- Filip Lepi (1482–1506), Marijin sin; Maksimilijan I., njegov oče, kot regent (1482–1493), Margareta Yorška, njegova babica, guvernanta (1489–1493)
- Karel V. (1506–1555), Filipov sin; Margareta Avstrijska, regentka (1507–1515) in (1519–1530)

## Politično
Ogromno breme raznolikosti škofij in neodvisnih mest, močno lokalno strankarstvo, različni davčni sistemi, uteži in mere, notranje carinske ovire, ostro branjene lokalne pravice so bile ovira za "dobro Valoisov". Poskusi povečanja osebnega nadzora s strani vojvod so povzročili upor med neodvisnimi mesti (včasih so ga podpirali neodvisni lokalni plemiči) in krvavo vojaško zatrtje. Vse bolj posodobljena centralna vlada z birokracijo uradnikov je vojvodam omogočila, da so postali slavni umetniški pokrovitelji in vzpostavili glamurozno dvorno življenje, ki je povzročilo vedenje, ki je trajalo stoletja. Filip Dobri (1419–1467) je razširil svoj nadzor na jugovzhod; pod njegov nadzor so prišli Bruselj, Namur in Liège. Tradicionalno neodvisnost mest je usmeril s takšnimi mehanizmi, kot so bili prvi deželni zbor stanov in utrjevanjem gospodarstva regije.
Prvi deželni zbor stanov burgundskih ozemelj se je sestal v mestni hiši Bruggeu 9. januarja 1464. V njem so bili delegati vojvodine Brabant, grofij Flandrije, Lilla, Douai in Orchies, grofije Artois, grofije Hainaut, Holland, Zeeland, Namur, gospostvi Mechelen in Boulonnais. Do leta 1464 je vojvoda vzdrževal le zveze z vsakim provincialnim stanom posebej. Deželni stanovi so bili načeloma sestavljeni iz predstavnikov treh tradicionalnih stanov: duhovščine, plemstva in tretjega stanu, vendar se lahko natančna sestava in vpliv vsakega posestva (znotraj deželnih stanov) razlikujeta. Sklic deželnih stanov, v katerih so bili zastopani vsi provincialni stanovi, je bil del politike centralizacije Filipa Dobrega.

## Vojvodsko pokroviteljstvo
Od leta 1441 je Filip v Bruslju ustanovil svoj vojvodski dvor, toda Brugge je bil svetovno trgovinsko središče, čeprav je do leta 1480 neizogibno zamuljenje njegovega pristanišča končalo njegovo gospodarsko hegemonijo. Filip je bil velik pokrovitelj iluminiranih rokopisov, dvorno slikarstvo pa je doseglo nove višine: Robert Campin, slavna brata Hubert van Eyck in Jan van Eyck ter Rogier van der Weyden so bili znani umetniki tistega časa.

## Družba in gospodarstvo
V letih 1491 in 1492 so se kmetje na nekaterih območjih uprli. V bitki pri Heemskerku so jih zatrle Maksimilijanove sile pod poveljstvom vojvode Alberta Saškega.

## "Burgundski značaj"
V današnji Nizozemski prebivalce kulturno katoliškega območja Meierij van 's-Hertogenbosch z burgundskim značajem drugi Nizozemci štejejo družabne ljudi, ki se radi burno zabavajo.